# Javier Maciel
Javier Francisco Maciel (Buenos Aires, 26 de agosto de 1984), conocido como Javier La Bestia Maciel es un deportista y boxeador argentino.
Es boxeador profesional latinoameriacno de las categorías: WBO, WBA, WBC y OMB. 
Compitió y ganó en el  Madison Square Garden.

## Títulos
- 2009, WBA
- 2010, Título Latino Peso Mediano
- 2011-2014, Título Peso Mediano.
- 2012, FBA Tituló Peso Mediano, Argentina.
- 2014, USNBC Título Peso Mediano, Estados Unidos.